# Сильшур-Вож
Сильшур-Вож — деревня в Якшур-Бодьинском районе Удмуртской республики.

## География
Находится в центральной части Удмуртии на расстоянии приблизительно 19 км на северо-восток по прямой от районного центра села Якшур-Бодья.

## История
Известна с 1916 года как деревня Сильшур-Вож (Шуръил, Нырошур-починка). В 1920 году было учтено 37 дворов (в том числе 32 удмуртских и 5 русских), в 1924 — 30 дворов. До 2021 год входила в состав Мукшинского сельского поселения.

## Население
Постоянное население составляло 165 человек (1924), 12 человек в 2002 году (удмурты 100 %), 12 в 2012.